# علي أباد لدي
علي أباد لدي (بالفارسية: علی‌آباد لدی) هي قرية تقع في قسم دلغان الريفي (مقاطعة دلغان) في إيران. يقدر عدد سكانها بـ 415 نسمة .